# Андрюшин, Олег Фёдорович
Олег Фёдорович Андрюшин — российский учёный в области навигационных систем, заслуженный деятель науки РФ.
Родился 31.01.1940.
Окончил МАИ им. Орджоникидзе.
Работает в НПП «Дельта», с 1990-х гг. заместитель директора, в настоящее время — первый заместитель генерального директора — заместитель генерального директора по науке и инновациям.
По совместительству с 2005 года профессор кафедры СМ- 5 «Автономные информационные и управляющие системы» МВТУ им. Баумана.
Доктор технических наук.
Лауреат премии Правительства РФ (2002, за 2001 год) — за создание базового судового автоматизированного комплекса сбора и обработки океанографической информации и внедрение на его основе новых технологий мониторинга и картографирования параметров физических полей Мирового океана.
Заслуженный деятель науки РФ.